# پونتیاک تمپست
پونتیاک تمپست (Pontiac Tempest) خودرویی است که در سال‌های ۱۹۶۱ تا ۱۹۷۲ و ۱۹۸۸–۱۹۹۱ تولید شده‌است.